# Fjädermyggor
Fjädermyggor (Chironomidae) är en familj i ordningen tvåvingar. Den beskrevs 1834 av den engelska entomologen, botanikern och skriftställare Edward Newman (1801–1876). Familjen omfattar 458 släkten, varav fem utdöda. 
I Sverige förekommer cirka 620 arter och av dessa betraktas cirka 560 arter som inhemska medan de andra når landet genom årliga vandringar.

## Utseende
Vuxna myggor i denna familj har en spenslig kroppsform och en kort snabel som inte är framåtriktad. De sex benen är spensliga, och vid vila hålls det främre benparet vanligtvis upplyft från underlaget. Antennerna är fjäderhåriga hos hannarna, och kranshåriga hos honorna.

## Larvstadium
Larverna av fjädermyggor är bottenlevande, och hos flera arter kraftigt rödfärgade på grund av en hög koncentration av hemoglobin, vilket tillåter dem att överleva i vatten med mycket låg syremättnad. Larverna används som bete, till exempel vid mete och pimpelfiske, och säljs under handelsnamnet "röda mygglarver" i torkad, frystorkad eller djupfryst form som foder åt akvariefiskar.